# Mainahalli, Koppal
Mainahalli là một làng thuộc tehsil Koppal, huyện Koppal, bang Karnataka, Ấn Độ.